# Teucholabis azuayensis
Teucholabis azuayensis är en tvåvingeart som beskrevs av Alexander 1946. Teucholabis azuayensis ingår i släktet Teucholabis och familjen småharkrankar.
Artens utbredningsområde är Ecuador. Inga underarter finns listade i Catalogue of Life.